# Magelhaens (cratère lunaire)
Magelhaens est un cratère lunaire situé sur la face visible de la Lune entre la Mare Fecunditatis à l'Est et la Mare Nectaris à l'Ouest. Le cratère Magelhaens est situé au sud-est du cratère Gutenberg et au nord-ouest des cratères Colombo, Cook, Bellot et Crozier. Le contour du cratère Magelhaens est de forme circulaire et très érodé. Au sud-est de son contour, se trouve son cratère satellite "Magelhaens A". Son plancher intérieur, sans relief, a été recouvert par de la lave basaltique, donnant la même apparence sombre que la Mare lunaire voisine.
En 1935, l'Union astronomique internationale a donné le nom de Magelhaens à ce cratère en l'honneur du navigateur Ferdinand Magellan.
Par convention, les cratères satellites sont identifiés sur les cartes lunaires en plaçant la lettre sur le côté du point central du cratère qui est le plus proche de Magelhaens.
| Magelhaens | Latitude | Longitude | Diamètre |
| ---------- | -------- | --------- | -------- |
| A          | 12.6° S  | 45.0° E   | 32 km    |

## Liens externes

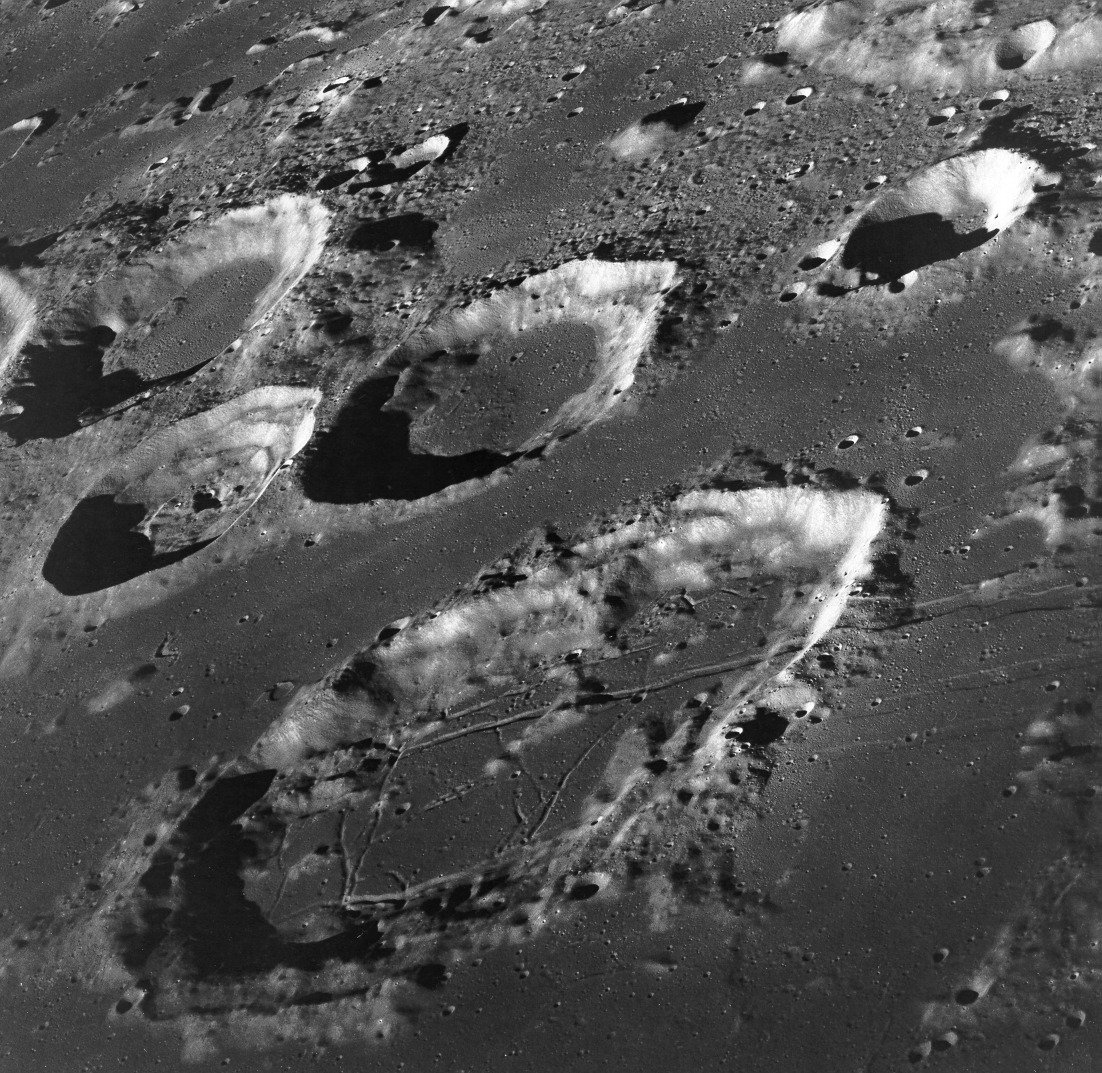
Photo de la NASA prise par Apollo 8 du cratère Magelhaens au centre avec son cratère satellite "Magelhaens A".